# 麻生イト
麻生 イト（あそう いと、1876年〈明治9年〉7月3日 - 1956年〈昭和31年〉7月20日）は、広島県尾道市出身の実業家・慈善家。麻生 以登とも。教育分野・社会インフラ事業・文化事業などに私財を投じた。因島の麻生旅館主。侠客「因島の女親分」として、勝新太郎主演のヒット映画『悪名シリーズ』で唯一実名で出てくることで知られる。原作の小説『悪名』（今東光）には実在した親分衆が数名登場する。

## 来歴
尾道十四日町、現在の十四日元町から長江のあたりで煙草屋あるいは宿屋を営んでいた麻生家の三女として生まれる。小学校を卒業後、神戸に養女に出される。これ以降しばらくイトの詳細はわかっておらず、関西で住み込み女中や工事現場の事務員、また北海道に移り住んでいたなど、転々としていた。
明治の終わり頃、因島へ移る。この頃因島には、近代的な造船所ができておりその中の一つである大阪鉄工所因島工場（後の日立造船因島工場）の操業と同じ頃に、イトは造船下請け業「麻生組」を創業する。業務は造船所への口入屋つまり人材派遣と船のスクラップ。第一次世界大戦での大正バブルにより島の造船業は最盛期を迎え、その中で麻生組の扱う人数は数百人にもおよんだ。彼らはイトを親分のように慕い、舎弟は3千人にも及んだという。
また当時島外からの宿泊施設がなかったため「麻生旅館」を開業するとこれも繁盛した。ここには多くの文人たちが訪れイトと交流した。其の中には尾崎行雄や望月圭介といった政治家、俳人河東碧梧桐がおり、碧梧桐は『山を水を人を』1933年（昭和8年）刊の中にイトを描写している。
イトと同じように幼少期尾道で育った林芙美子は、『小さい花』1934年（昭和9年）刊で「おりくさん」の名前でイトを出している。
今東光『悪名』では、2千人の子分を従えた「因島の女親分」として登場する。『山を水を人を』の刀傷とは、口入屋家業でのトラブルで襲われた際にできたもので日本刀で切られるも恐れず対峙した。1917年（大正6年）1月16日付中国新聞「女侠客殺し（未遂）－約束を実行せぬとて－加害者は電気職工」として記事になっている。この元職工が刑務所から出所すると、イトは「しっかり務めを全うせいや」と身元引受人となって自分のところで使うと、以降彼はイトに心服したという。
そして、イトは稼いだ金を地元に還元した。土生幼稚園（現尾道市立土生幼稚園）を共同出資での開設や教育資金制度といった教育分野、排水溝設置などの社会インフラ事業、そして因島の南対岸にあたる生名島の立石山に観音霊場と山道整備や三秀園・現在の立石公園建設などの文化事業、と様々であった。家業引退した晩年は三秀園に移り住み、観音菩薩に帰依した。

## 関連作品
- 1961年『悪名』『続悪名』演：浪花千栄子
- 1974年『悪名 縄張荒らし』演：杉村春子